# Barylypa amabilis
Barylypa amabilis är en stekelart som först beskrevs av Tosquinet 1900.  Barylypa amabilis ingår i släktet Barylypa och familjen brokparasitsteklar. Inga underarter finns listade.